# Bonaventura Feliu
Bonaventura Feliu (Figueres) fou mestre de capella i compositor.
Va ser mestre de capella de Santa Maria d'Alba de Tàrrega, on va formar Ramon Carnicer. El 1796 succeir Josep Saborit al magisteri de Sant Esteve d'Olot, probablement havent opositat alguna altra vegada per a la plaça. Tot i que en un principi acceptà el càrrec per obtenir una millor retribució econòmica i per la seva proximitat amb Figueres, hi va renunciar a finals d'aquell mateix any.
Es conserven obres de B. Feliu al fons musical de la catedral de Girona (GiC). Una d'elles és el càntic “Nunc dimittis” per a 8 veus i acompanyament.